# 茨城県医師会
一般社団法人茨城県医師会（いばらきけんいしかい、英語: Ibaraki Medical Association）は、茨城県における日本医師会の地域単位で、茨城県内の医師を会員とする法人。

## 本部所在地
〒310-0852 茨城県水戸市笠原町489 茨城県メディカルセンター4F

## 市郡医師会・大学医師会
- 水戸市医師会 〒310-0852 水戸市笠原町993-17
- 日立市医師会 〒316-0004 日立市東多賀町5-6-15
- 土浦市医師会 〒300-0052 土浦市東真鍋町2-39
- 古河市医師会 〒306-0025 古河市原町8-20
- 竜ヶ崎市･牛久市医師会 〒301-0853 龍ケ崎市松ヶ丘1-2-25 松ヶ丘ビル3F
- 石岡市医師会 〒315-0009 石岡市大砂10528-25 石岡市医師会病院内
- 結城市医師会 〒307-0001 結城市結城1194 結城市健康増進センター内
- 常陸太田市医師会 〒313-0061 常陸太田市中城町3210 常陸太田市商工会館内
- 取手市医師会 〒302-0032 取手市野々井1926 取手北相馬保健医療センター医師会病院内
- ひたちなか市医師会 〒312-0016 ひたちなか市松戸町1-14-1
- つくば市医師会 〒300-3257 つくば市筑穂1-10-4 つくば市大穂庁舎3F
- 東茨城郡医師会 〒310-0852 水戸市笠原町489 茨城県メディカルセンター内
- 笠間市医師会 〒309-1625 笠間市来栖266-4
- 那珂医師会 〒319-2102 那珂市瓜連321 那珂市役所瓜連支所分庁舎2F
- 水郡医師会 〒319-3551 久慈郡大子町池田1806
- 多賀医師会 〒318-0033 高萩市本町1-208
- 鹿島医師会 〒314-0031 鹿嶋市宮中1998-2 鹿島医師会附属准看護学院内
- 水郷医師会 〒311-3832 行方市麻生1570-1
- 稲敷医師会 〒300-0504 稲敷市江戸崎甲1990 江戸崎保健センター内
- 真壁医師会 〒308-0841 筑西市二木成827-1
- きぬ医師会 〒303-0016 常総市新井木町13-3 きぬ医師会病院内
- 猿島郡医師会 〒306-0433 猿島郡境町2190 茨城西南医療センター病院内
- 茨城県庁医師会 〒310-8555 水戸市笠原町978-6 茨城県庁保健福祉部厚生総務課内
- 筑波大学医師会 〒305-8575 つくば市天王台1-1-1 筑波大学医学支援室総務係内
- 東京医科大学 茨城医療センター医師会 〒300-0395 稲敷郡阿見町中央3-20-1 東京医科大学茨城医療センター

## ROCK IN JAPAN FES. 2021への中止要請
2021年7月、国営ひたち海浜公園で同年8月に予定されていた日本最大級の野外ロックフェスティバル、ROCK IN JAPAN FESTIVAL（以下、「ロッキン」）について、茨城県医師会は「感染拡大の懸念」を理由に主催者の茨城放送に対してイベントの中止を申し入れ、これを受けてロッキン事務局は開催中止を発表した。ロッキンの総合プロデューサーを務める渋谷陽一は、自治体や会場と綿密な協議を重ねて開催の承諾を得ており感染対策の徹底を図ってきたが、開催1か月前というタイミングで医師会から「余りにも多様な解釈が可能」だという曖昧な表現で更なる感染対策の徹底やイベント中止要請を突き付けられたとし、「本当に残念です。無念です。（中略）ほぼスキーム変更が困難なタイミングでの要請であった為に、私たちにできることはほとんどありませんでした。」と中止の決定が苦渋の決断であったと述べた。
この経緯に対し、参加予定だったアーティストなどから落胆の声や医師会への批判が噴出し、医師会には2000件以上の抗議電話やメールが殺到した。茨城県医師会の鈴木邦彦会長は、騒動後の定例会見で開催中止を決めたロッキン事務局に対し謝意を示しつつ、抗議が殺到したことについては「非常に困惑している」と主張した。医師会への批判がここまで大きくなった背景には、同年夏の2020年東京オリンピックは感染対策を徹底して開催されるにもかかわらずロッキンが中止に追い込まれたことや、茨城県内の医師らが2020年冬に「ワイン会クラスター」を発生させて医療提供体制に悪影響を来していたという背景があり、身内に甘い医師会とのイメージが広まったためと言われている。
その後2022年1月、ロッキン事務局は会場を国営ひたち海浜公園から、千葉県千葉市の蘇我スポーツ公園に変更すると発表した。事務局では移転の理由を感染対策の徹底のためとしているが、茨城県医師会による中止要請問題が背景にあるとの指摘がある。